# Яковенко, Александр Свиридович
Алекса́ндр Свири́дович Якове́нко (7 [20] августа 1913 года — 23 июля 1944 года) — советский танкист, участник Великой Отечественной войны в должности механика-водителя танка 58-й гвардейской танковой бригады (8-го гвардейского танкового корпуса, 2-й танковой армии, 1-го Белорусского фронта), гвардии младший сержант. Герой Советского Союза (1944).

## Биография
Родился 7 [20] августа 1913 года в селе Пискошино ныне Веселовского района Запорожской области (Украина) в семье крестьянина. Украинец. Образование начальное. В 1931 году Александр Яковенко окончил курсы трактористов при МТС. Работал трактористом. С началом Великой Отечественной войны находился в эвакуации в Азербайджане, где продолжил работу колхозным механизатором. В армии с марта 1942 года.
Участник Великой Отечественной войны с 1942 года в должности механика-водителя танка 58-й танковой бригады. Особо отличился при освобождении Польши.
Быстро освоил специальность механика-водителя танка и на Северном Кавказе получил боевое крещение. Потом воевал на Курской дуге, освобождал Украину, в составе 2-й танковой армии участвовал в разгроме врага под Корсунь-Шевченковским и Уманью, дошёл до Молдавии.
23 июля 1944 года, умело маневрируя на поле боя, провёл свой танк через плотную противотанковую оборону и ворвался в город Люблин — важный опорный пункт противника, прикрывавший путь на Варшаву. При этом было уничтожено 3 пушки и 4 миномёта врага. Стремительно продвигаясь по городу и уничтожая гусеницами вражеские автомашины и повозки, А. С. Яковенко первым ворвался на центральную площадь, превращённую гитлеровцами в сильно укреплённый опорный пункт. Интенсивным огнём противника танк был подожжён, но А. С. Яковенко сумел погасить пламя и продолжал выполнять поставленную экипажу боевую задачу. Противник сосредоточил по его машине огонь противотанковых орудий и подбил её. Отважный танкист покинул горящий танк и, прикрываясь его бронёй, стал уничтожать окруживших его гитлеровцев гранатами и огнём из автомата. В момент, когда казалось, что солдатам вермахта удалось взять нашего воина в плен, раздался сильный взрыв — это взорвался танк, похоронивший под своими обломками Александра Яковенко. Вместе с ним были уничтожены и десятки окруживших его врагов.
За мужество, отвагу и героизм, проявленные в борьбе с немецко-фашистскими захватчиками, Указом Президиума Верховного Совета СССР от 22 августа 1944 года гвардии младшему сержанту Яковенко Александру Свиридовичу присвоено звание Героя Советского Союза (посмертно).
Похоронен Герой в Люблине.

## Награды и звания
- Герой Советского Союза (22.8.1944, посмертно)
- Орден Ленина
- Медаль «Золотая Звезда»

## Память
- В родном селе Пискошине установлен бюст А. С. Яковенко.
- Имя Александра Яковенко носит одна из улиц Пискошино.
- Имя Героя носила пионерская дружина школы села.
- В школьном музее села Пискошино размещены экспонаты в память Яковенко А. С.
- Одно из полей в селе Пискошино при СССР называли полем имени Яковенко, на котором стоял памятник (трактор).
- На мемориальном комплексе в центре села вместе с остальными погибшими в Великой Отечественной войне высечено имя Яковенко и установлен барельеф.
- Александр Свиридович был навечно зачислен в первую роту воинской части 59204, расположенной в городе Марьина-Горка в Белоруссии. На данный момент часть расформирована.
- В Марьина Горка (Беларусь). Мемориал в честь 8-й Гвардейской Краснознаменной танковой дивизии. Один из памятных знаков посвящён Герою.

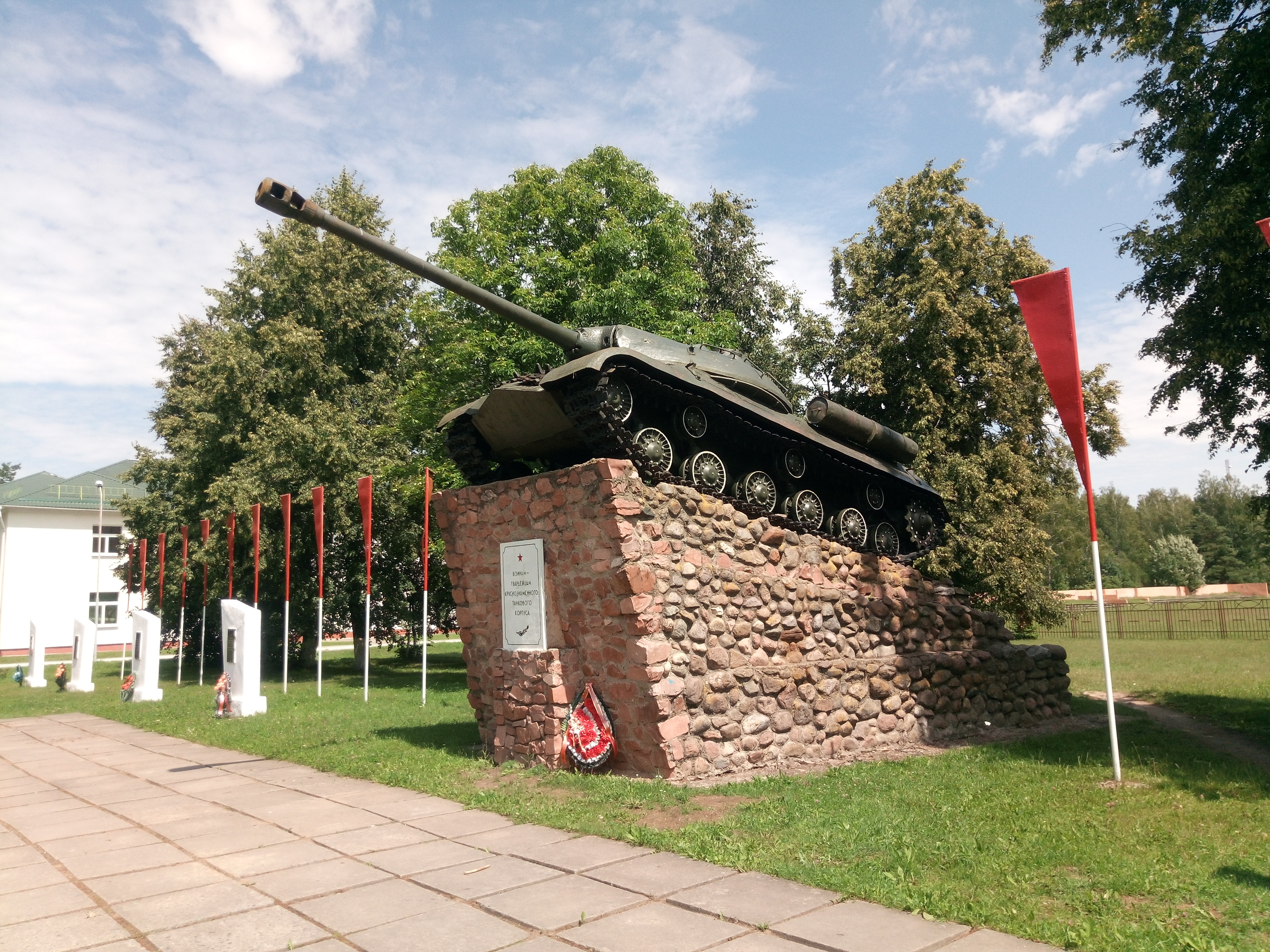
Марьина Горка. Памятник воинам-гвардейцам Краснознамённого танкового корпуса
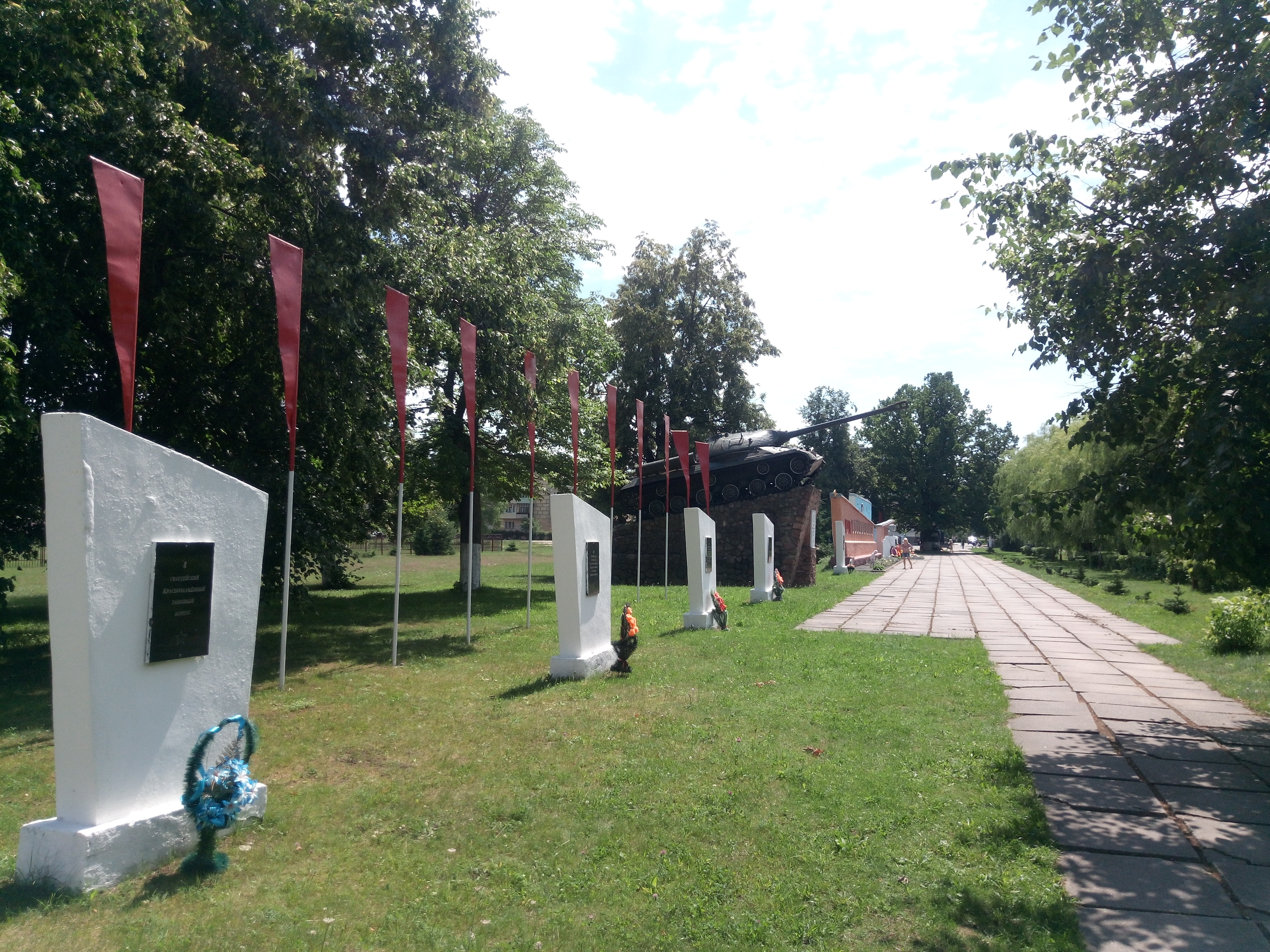
Марьина Горка. Мемориал 8-й танковой дивизии.
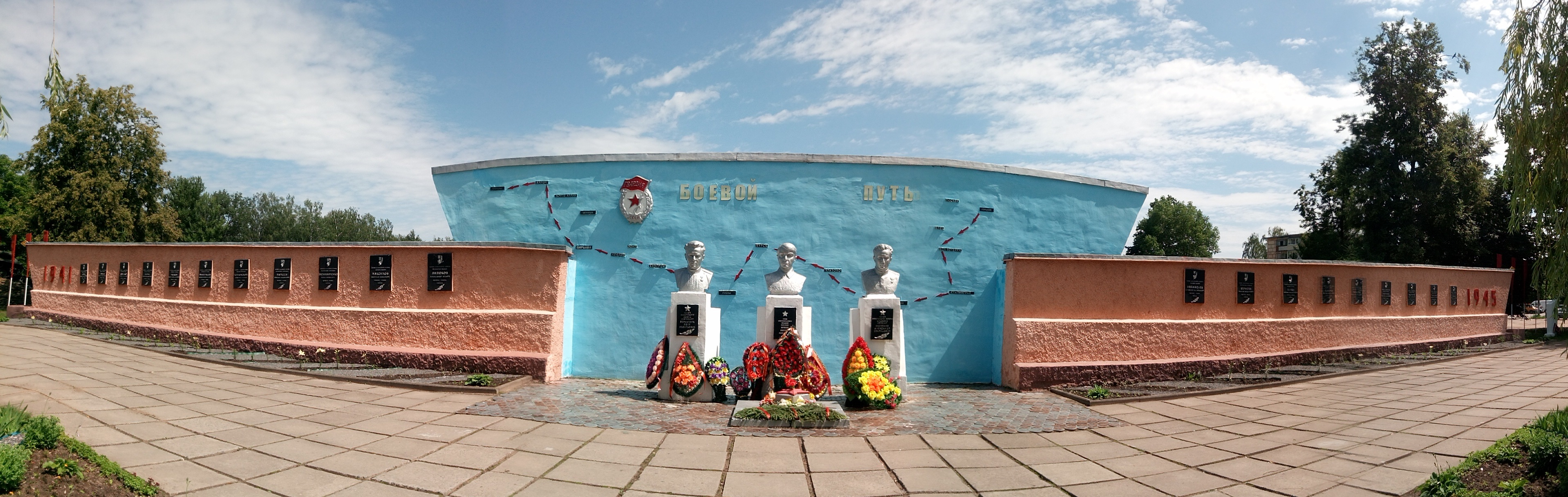
Марьина Горка. Мемориал 8-й танковой дивизии.
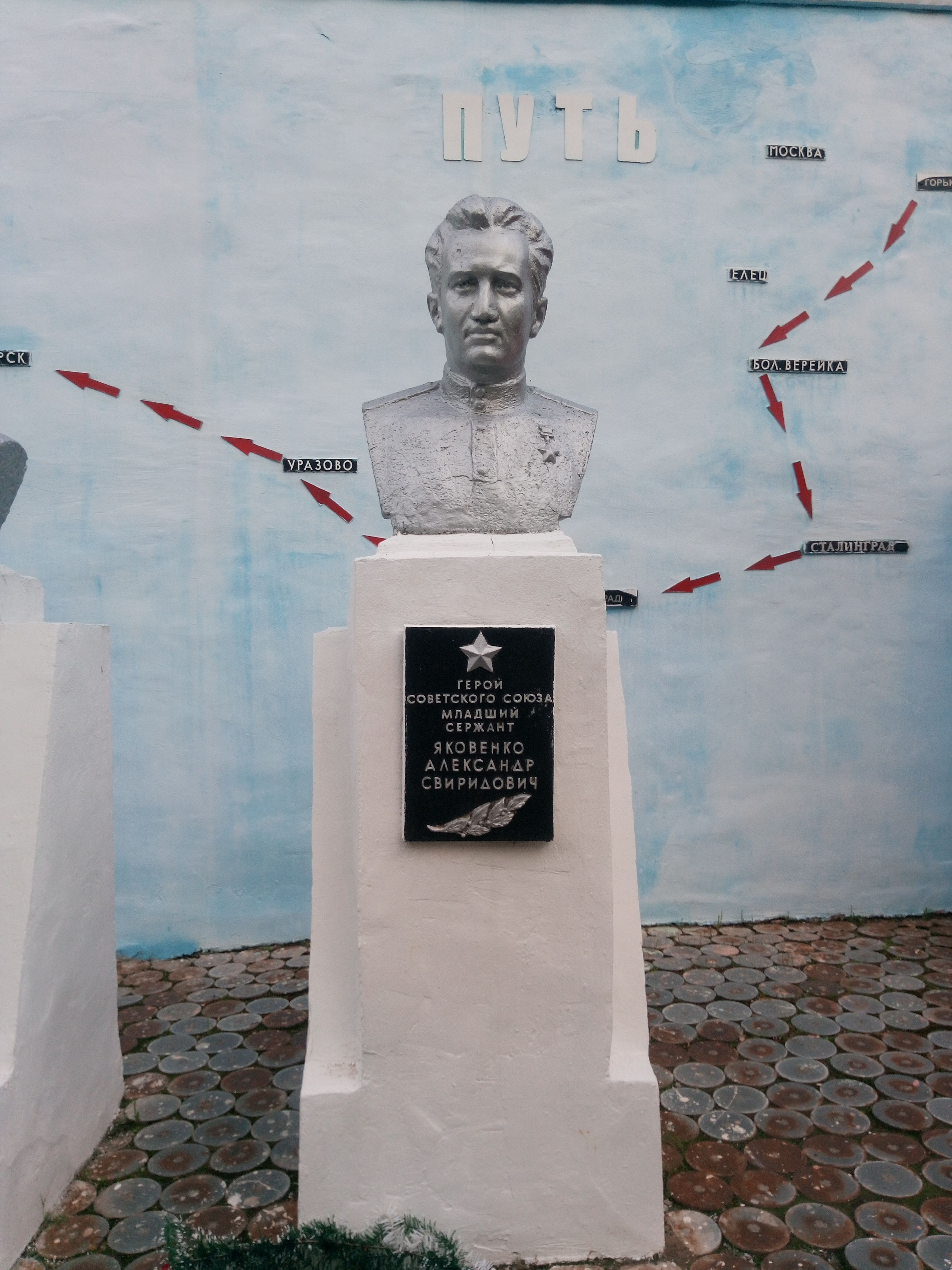
Марьина Горка. Мемориал 8-й танковой дивизии. Бюст и памятная доска.